# Unzen (Nagasaki)
Unzen (jap. 雲仙市 Unzen-shi) ist eine Stadt an der Westflanke des namensgebenden Unzen-dake in der Präfektur Nagasaki auf der Insel Kyūshū in Japan.

## Geographie
Unzen liegt östlich von Nagasaki auf der Halbinsel Shimabara.

## Geschichte
Unzen entstand am 1. Oktober 2005 aus einer Fusion der Gemeinden Minamitakaki, Kunimi, Mizuho, Azuma, Aino, Chijiwa, Obama und Minamikushiyama.

## Bildung
Im heutigen Unzen gibt es zwei öffentliche Oberschulen. Die „Kunimi-Oberschule der Präfektur Nagasaki“ (長崎県立国見高等学校, Nagasaki-kenritsu Kunimi kōtō-gakkō) im früheren Kunimi hat zwischen 1987 und 2003 sechs Mal das nationale Oberschulturnier im Fußball gewonnen und seit den 1980er Jahren auch zahlreiche professionelle Fußballspieler hervorgebracht, darunter auch die Nationalspieler Takuya Takagi, Ryōta Tsuzuki, Yoshito Ōkubo, Yūhei Tokunaga, Sōta Hirayama und Kazuya Yamamura.

## Weblinks

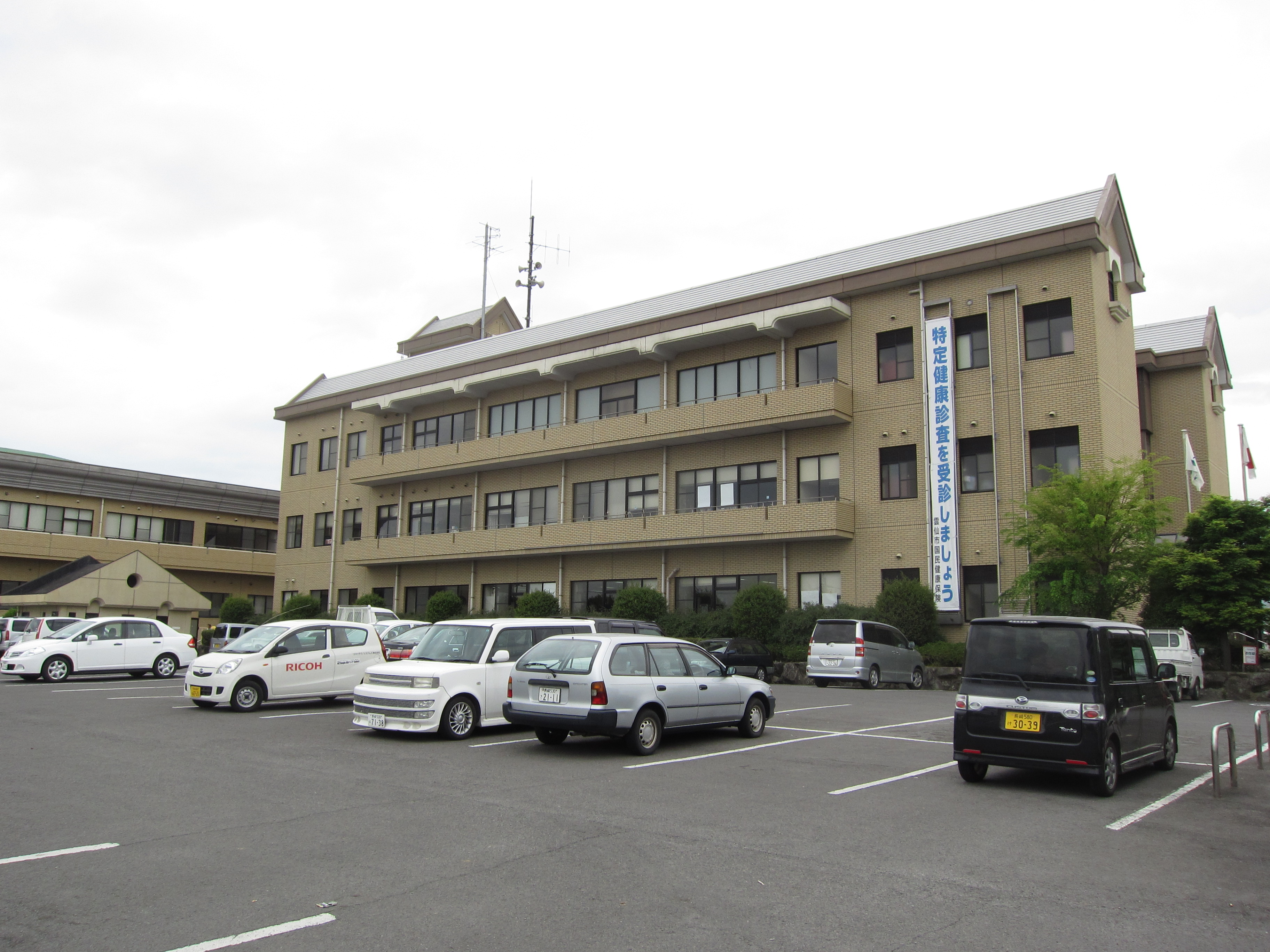
Rathaus Unzen

## Verkehr
- Straßen:
  - Nationalstraßen 57, 251, 389
- Zug:
  - Shimabara-Linie: nach Isahaya

## Angrenzende Städte und Gemeinden
- Isahaya
- Shimabara
- Minamishimabara